# Isola 2000
Pour les articles homonymes, voir Isola.

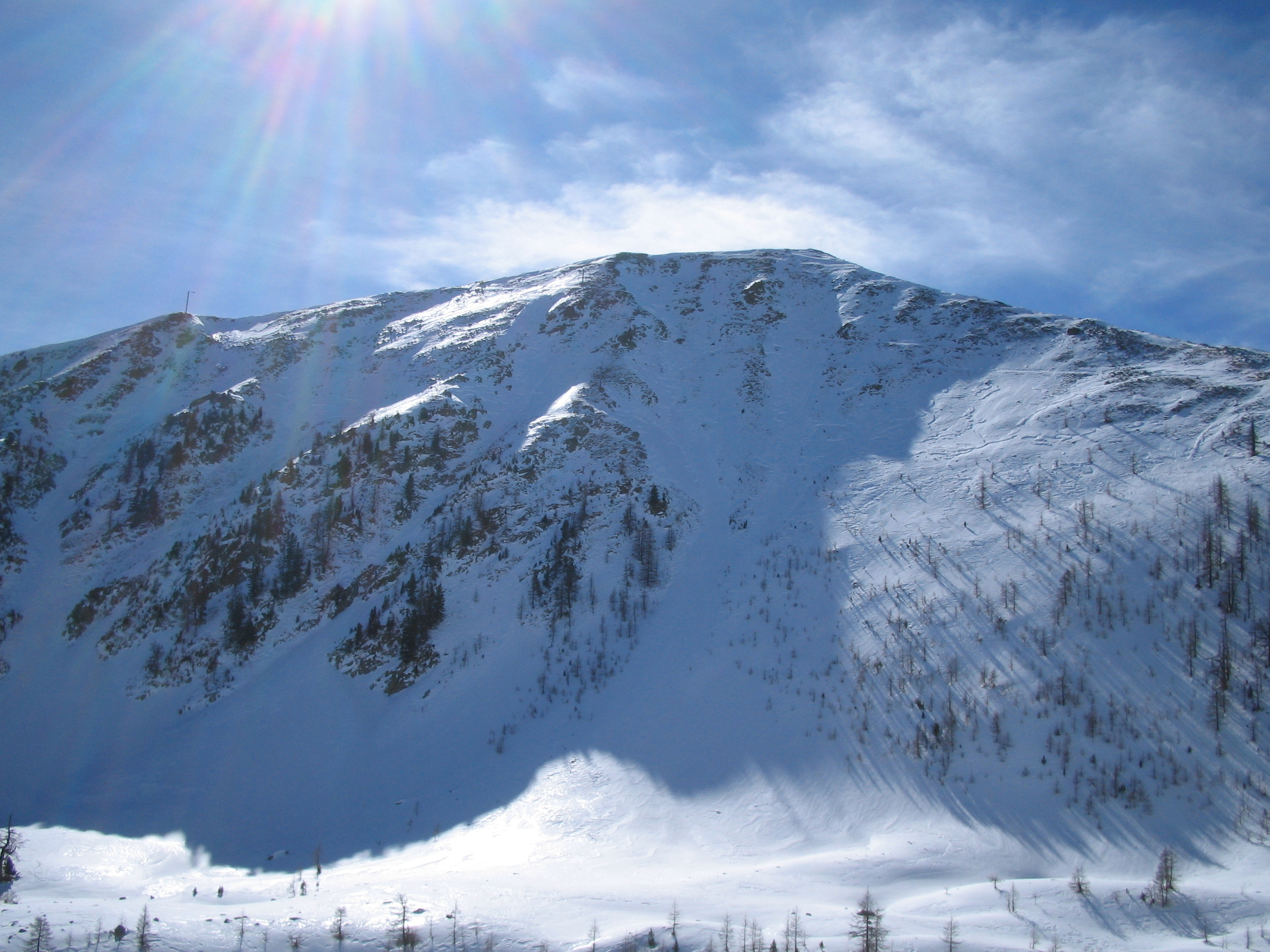
La cime de Méné.

Isola 2000 est une station de sports d'hiver proche de la commune d'Isola dont elle dépend, dans le département des Alpes-Maritimes, la région Provence-Alpes-Côte d'Azur et le Haut Pays niçois. Elle se trouve dans le massif du Mercantour, à proximité du parc national du même nom et à trois kilomètres de la frontière franco-italienne, accessible par le col de la Lombarde. Les habitants de la station sont appelés les Isoliens.
Isola 2000 est appelée ainsi en raison de son altitude moyenne qui est d'environ 2 000 mètres. L'étymologie de Isola est sans rapport avec "île".
Le sommet le plus haut et le plus proche de la station est le mont Malinvern qui culmine à 2 938 mètres.
Le domaine skiable va, en altitude, de 1 800 à 2 600 mètres (cime de Sistron) : 45 pistes, 120 kilomètres de pistes. La station, située à 1 920 mètres, est la 5e plus haute de Francederrière Val Thorens, Arc 2000, Tignes et Aime 2000 (La Plagne).
La station d'Isola 2000 bénéficie d'un enneigement particulièrement exceptionnel sous cette latitude du fait de la proximité du golfe de Gênes, et de la zone de basses pressions qui s'y forme lors d'un flux de nord-ouest, générant ainsi d'abondantes précipitations qui se déversent à cette altitude sous forme de neige. Ces chutes remontant du sud sont relativement rares mais abondantes . Le soleil est l'atout majeur de la station. Mais les températures peuvent être très basses (−27 °C le 28 décembre 2005).

## Historique
La station de sports d'hiver a été construite sur des terres cédées par l'Italie à la France au traité de Paris (1947).
Isola 2000 a été imaginée par le Français Michel Renaud, et elle a vu le jour en 1971.
La station a été construite dans un endroit stratégique disposant d'un microclimat et d'une exposition favorisant un enneigement maximal. Pendant l'hiver 2010/2011, Isola 2000 était la station la plus enneigée de France.
En 1970, l'urbaniste Gérald Hanning et l'architecte Henri Béri sont intervenus pour la conception de cette ville nouvelle. Le plan masse suit harmonieusement les lignes horizontales du dénivelé naturel du site où des bâtiments franchement modernistes, contrairement à des "pseudo-chalets", sont implantés. Cette organisation spatiale étagée garantit un bon ensoleillement et panorama à tous les logements. Il s'agit d'une station dite intégrée ayant à ses pieds la zone du « front de neige », disposant dans les étages des bâtiments des appartements et dans les rez-de-chaussée de ces mêmes bâtiments des commerces.

## Sports
Le Tour de France 1993 fit étape à Isola 2000. Le mardi 22 juillet 2008, dans l'étape Coni-Jausiers, le Tour de France traversa Isola 2000 en descendant le col de la Lombarde. Puis la 19e étape du Tour de France 2024 arrivait à Isola 2000. Elle fut remportée par le maillot jaune Tadej Pogačar, qui reprenait un à un les échappés et accentuait sa domination au classement général.
Les épreuves de slalom des championnats de France de ski 2008 se sont déroulés à Isola 2000 le 23 mars.

## Description
La station d'Isola 2000 se situe à 90 km de Nice. Des grandes stations de sports d'hiver des Alpes du Sud, Isola 2000 est la plus proche de la côte d'Azur. Dix-sept kilomètres de montée en épingles à cheveux séparent la station du village. La route menant à la station est sécurisée en plusieurs endroits par des catex, des gazex et des galeries de protection contre les avalanches, car la route traverse plusieurs dizaines de couloirs d'avalanches.
Le domaine skiable, ensoleillé la plupart du temps, est partagé en deux vallées. Le versant de la Lombarde est toute la journée ensoleillé alors que le versant du Méné est à l'ombre à partir de l'après-midi.
À partir de la Cime de Sistron, et uniquement les jours de beau temps clairs, on peut apercevoir la mer et la station voisine d'Auron.

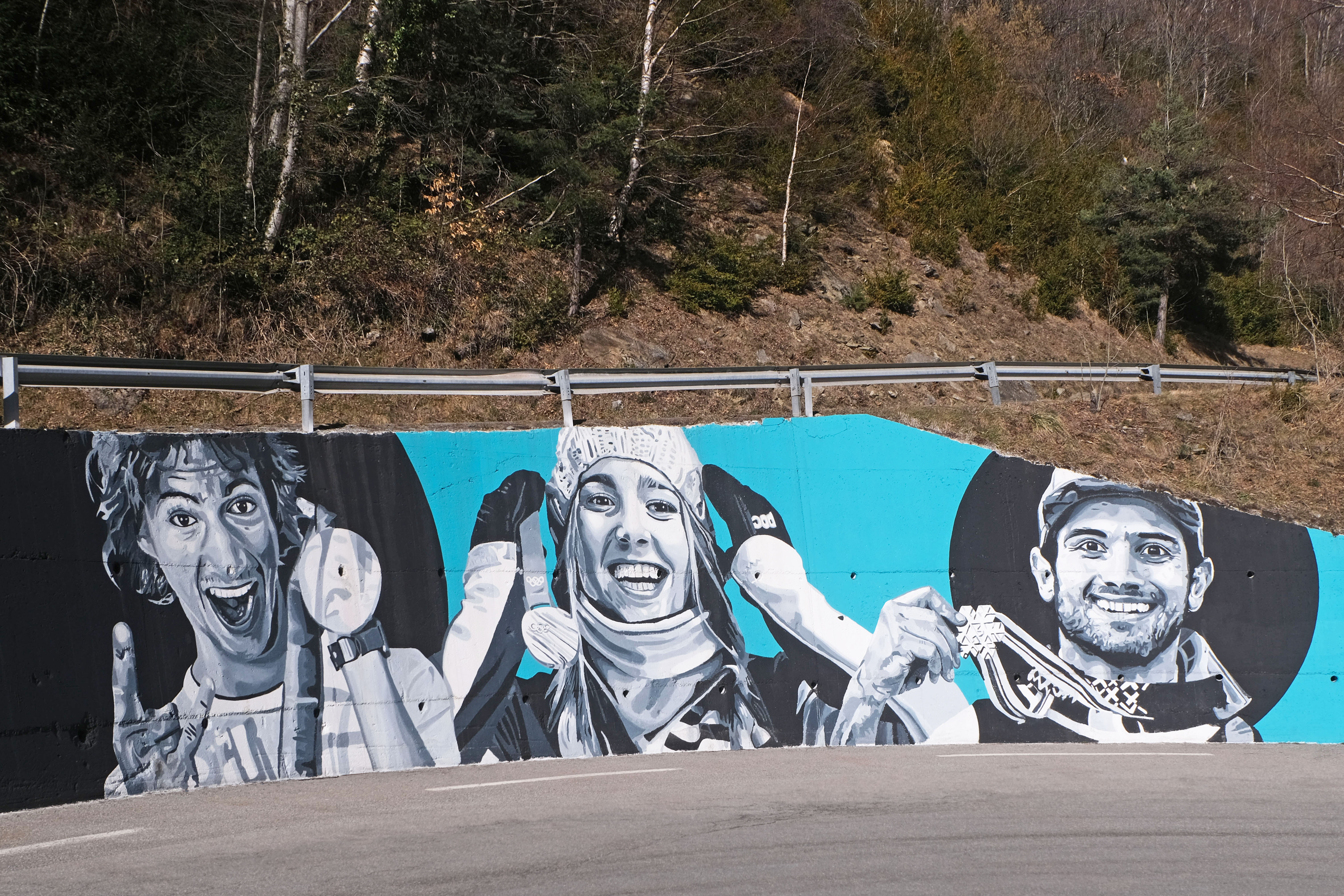
Mur des champions d’Isola 2000 sur la route du village à la station. De gauche à droite : Tony Ramoin, Julia Pereira et Mathieu Faivre.

## Personnalités liées à la station
- Julia Pereira De Sousa Mabileau licenciée au club Back to Back de snowboard, médaille d'argent aux Jeux olympiques d'hiver de 2018[7]
- Mathieu Faivre, skieur alpin, a grandi à Isola 2000
- Théo Letitre, skieur alpin, a grandi à Isola 2000
- Luc Morisset, skieur alpin, a grandi à Isola 2000
- Tony Ramoin, licencié au club de Back to Back Isola 2000, médaille de bronze aux jeux olympiques Vancouver 2010, a grandi à Isola 2000. 1er médaillé olympique d’Isola 2000.